# Nazlat ad-Dawudijja
Nazlat ad-Dawudijja – miejscowość w Egipcie, w muhafazie Al-Minja, w dystrykcie Al-Minja. W 2006 roku liczyła 4518 mieszkańców.